# Maireana ovata
Maireana ovata là loài thực vật có hoa thuộc họ Dền. Loài này được (Ising) Paul G. Wilson mô tả khoa học đầu tiên năm 1975.